# Kleinmeister (Griechische Vasenmalerei)

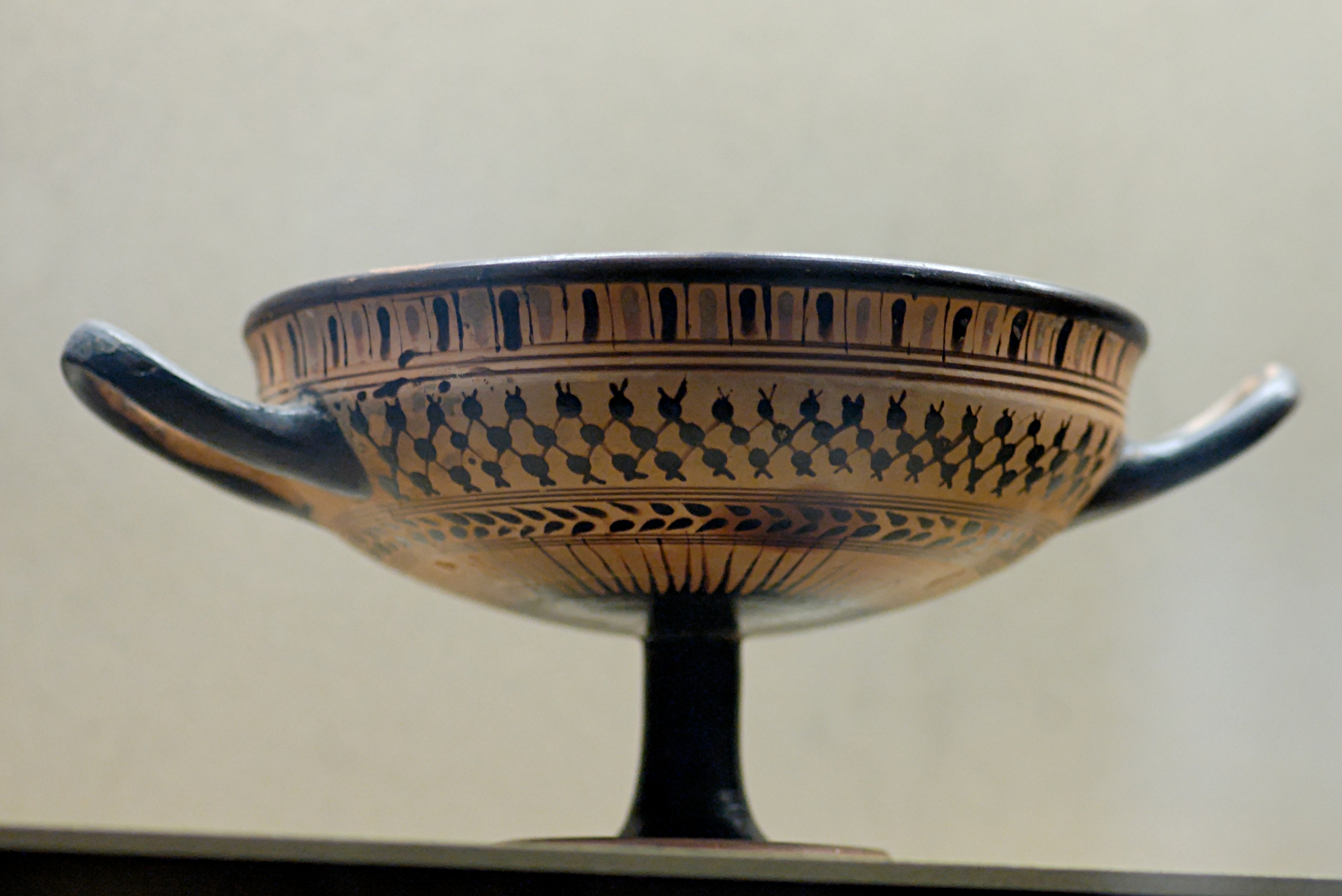
Kleinmeister-Schale

Die Kleinmeister sind eine Gruppe von Töpfern und Vasenmalern des attisch-schwarzfigurigen Stils des 6. Jahrhunderts v. Chr., tätig in Athen.
Sie fertigten überwiegend Kleinmeister-Schalen, daneben jedoch durchaus auch andere Vasenformen.
Zu den Kleinmeister-Vasen gehört die Botkin-Klasse.

## Töpfer (Auswahl)
| - Anakles - Antidoros - Archeneides - Archikles - Charitaios - Chiron - Epitimos - Ergoteles | - Eucheiros - Gageos - Glaukytes - Hermogenes - Hischylos - Kaulos - Kokylion - Kolchos - Kritomenes | - Myspios - Neandros - Phrynos - Priapos - Sokles - Sondros - Taleides - Teisias | - Telesias - Thrax - Thypheitides - Tlempolemos - Tleson - Xenokles |

## Vasenmaler (Auswahl)
| - Maler von Agora P 1241 - Ano-Achaïia-Maler - Kentauren-Maler - Neandros-Maler - Oakeshott-Maler - Maler des Palermo Gorgoneions | - Phrynos-Maler - Sakonides - Sokles-Maler - Taleides-Maler - Tleson-Maler - Maler von Vatikan G 62 - Xenokles-Maler | - Charon-Gruppe - Golvol-Gruppe - Gruppe von Louvre F 81 - Gruppe von Rhodos 12264 - Gruppe von Toronto 289 - Gruppe von Vatikan G 61 - Gruppe von Villa Giulia 3559 |